# 雕紋魷魚
雕紋魷魚（學名：Glyphiteuthis）是一屬已滅絕的頭足類。生存在白堊紀的海洋中。其學名是由「glyphi」（雕刻的）和「teuthis」（魷魚）兩單字組成。由於經常發現外皮保存良好的雕紋魷魚化石，且其外皮有著斜紋雕刻痕跡，因而得名。

## 物種[3]
- 阿比薩阿德雕紋魷魚 Glyphiteuthis abisaadiorum [4]
- Glyphiteuthis freijii
- 黎巴嫩雕紋魷魚 Glyphiteuthis libanotica [2]
- Glyphiteuthis minor
- Glyphiteuthis ornata
- Glyphiteuthis rhinophora Fuchs et al., 2010[1]